# 923 Herluga
923 Herluga је астероид главног астероидног појаса. Приближан пречник астероида је 32,47 , 
а средња удаљеност астероида од Сунца износи 2,615 астрономских јединица (АЈ). 
Инклинација (нагиб) орбите у односу на раван еклиптике је 14,474 степени, а орбитални период износи 1545,121 дана (4,230 године). Ексцентрицитет орбите астероида износи 0,195. 
Апсолутна магнитуда астероида износи 11,50 а геометријски албедо 0,042.
Астероид је откривен 30. септембра 1919. године.